# فینکستل (تنسی)
فینکستل(به انگلیسی: Fincastle) شهری در ایالت تنسی کشور ایالات متحده آمریکا است که جمعیت آن در سرشماری سال ۲۰۱۰ میلادی، ۱٬۶۱۸ نفر بوده‌است.